# Č

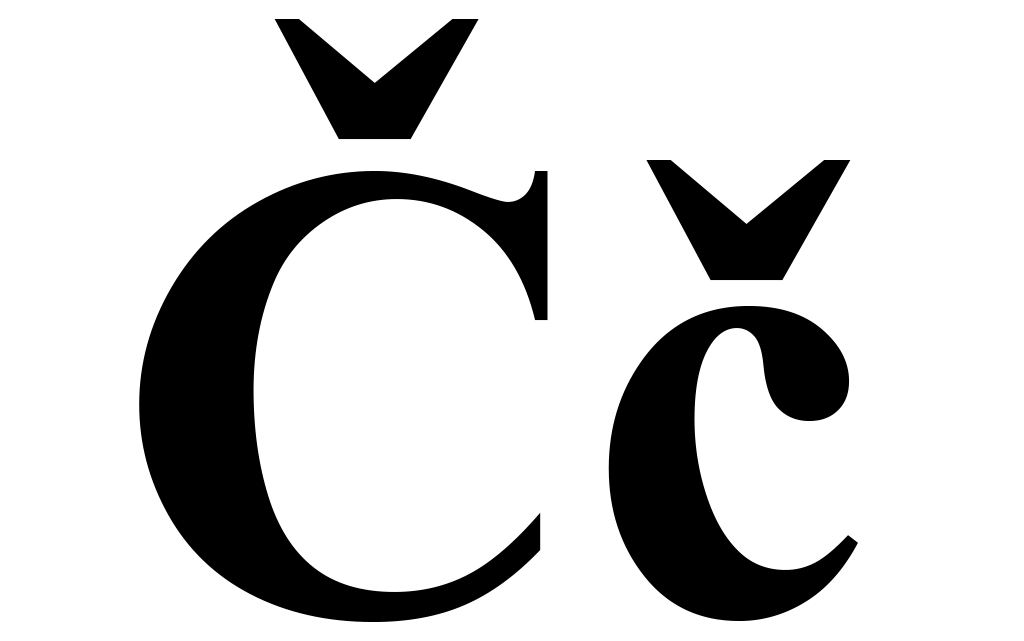
Bŏh Hră Č

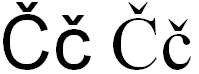
Č in upper- and lowercase

Č (Latin C với dấu mũ ngược, hay còn gọi là háček ở Tiếng Séc, mäkčeň trong Tiếng Slovak, và strešica trong tiếng Slovenia) được sử dụng trong những bối cảnh khác nhau, thường biểu thị không có tiếng nói postalveolar affricate phụ âm [t͡ʃ] như tiếng Anh ch trong từ sô cô la. Nó được biểu thị bằng Unicode là U + 010C (chữ hoa) và U + 010D (chữ thường č).

## Unicode
| Ký Tự               | Č                        | Č                        | č                           | č                           |
| ------------------- | ------------------------ | ------------------------ | --------------------------- | --------------------------- |
| Tên Unicode         | chữ C viết hoa với caron | chữ C viết hoa với caron | chữ c viết thường với caron | chữ c viết thường với caron |
| Mã Hóa              | Số thập phân             | hex                      | Số thập phân                | hex                         |
| Unicode             | 268                      | U+010C                   | 269                         | U+010D                      |
| UTF-8               | 196 140                  | C4 8C                    | 196 141                     | C4 8D                       |
| Tham chiếu ký tự số | &#268;                   | &#x10C;                  | &#269;                      | &#x10D;                     |